# Ciudad satélite
Ciudad satélite es una ciudad cuyo rango inferior dentro de una aglomeración urbana la hace depender de una ciudad principal, a cuya área de influencia pertenece. Sus habitantes satisfacen en ellas sus necesidades primarias, mientras que las de un determinado nivel han de satisfacerlas en la ciudad central. Por ejemplo: habría servicios sanitarios de primer y segundo nivel, pero no servicios muy especializados; habría comercios de determinado nivel, pero para otros, habría que desplazarse a los comercios más especializados de una gran ciudad.
Cuando las funciones que cumple una ciudad satélite son de orden muy inferior incluso a lo que le correspondería por su población se habla de ciudad dormitorio (en un caso límite, sólo se satisface la función residencial, desplazándose sus habitantes a otros lugares incluso para el trabajo diario, compras u ocio). Es el caso de ciudades de crecimiento muy rápido y deficientemente planificado, como fue el caso de las del Área metropolitana de Madrid y Barcelona en los años 1960 y 1970.
La teoría de los lugares centrales predice que el lugar que ocupa un núcleo de población en el espacio geográfico determina sus funciones urbanas y tamaño, de un modo comparable a cómo la ley de gravitación universal explica la posición de los planetas y satélites en el sistema solar; de ahí la analogía del nombre.
Existen algunos lugares concretos denominados así:
- Ciudad Satélite Maipú, barrio de la Región Metropolitana de Santiago de Chile.
- Ciudad Satélite (México), zona residencial del noroeste de la Ciudad de México.
- Ciudad Satélite Vilumanque, barrio del Gran Concepción, Chile.
- Fundo el Carmen, barrio de Temuco, Chile.
- Ciudad Satélite La Trinidad, Caracas, Venezuela.
- Ciudad de Quezón, Manila, Filipinas.
- Nueva Ciudad de Belén, Iquitos, Perú.
- Los Chillos, Quito, Ecuador.
- Alerce, barrio de Puerto Montt, Chile

- Datos: Q691960

- Ciudad satélite, San Ildefonso, Cornellà, Barcelona, España